# 坦噶紋鮭脂鯉
坦噶紋鮭脂鯉為輻鰭魚綱脂鯉目脂鯉亞目鮭脂鯉科的其中一種，為熱帶淡水魚，分布於非洲Tanga、Luapula、Kando河流域，體長可達6公分，棲息在底中層水域，生活習性不明，可做為食用魚。

## 扩展阅读
維基物種上的相關：坦噶紋鮭脂鯉